# 역참
역참(驛站)은 고대에서 전근대까지 동아시아에 있었던 교통 시설 중 하나이다. 나라에 필요한 문서·물자를 운송하는 기점, 그리고 관리들에게 말을 빌려주는 역할을 하였다.

## 역사

### 중국의 역참
역전(驛傳) 제도는 늦어도 고대 중국의 주나라 때부터 있었다.
몽골 제국의 잠치(ᠵᠠᠮᠴᠢ, ǰamči) 제도가 원나라 때 참적(站赤)이라는 이름으로 들어가 ‘역참’이라는 말이 생기게 되었다.

### 한국의 역참
신라시대, 고려시대, 조선시대의 우역(郵驛, 간단히 역)은 공문서 전달, 관물 운송, 출장 관리 등의 업무를 담당하는 기관이었다.
한국에서 가장 오래된 우역의 기록은 신라 소지왕 9년(487년) 때로, 이 때 고역전(尻驛典)과 경도역(京都驛)이 설치되었다.
《고려사》에 따르면 고려 초기엔 6과 147속역, 11세기에는 22역도 525속역으로 개편되었다.
조선시대 《경국대전》에는 41역도 524속역 편성이 수록되어 있다.
갑오개혁 때 폐지되었다.

### 일본의 역참
일본에는 고대에 에키카(駅家)가 있었다. 에도 시대에는 슈쿠바와 다테바를 두었다.

## 근대 이후
전신과 철도가 보급되면서 기능을 상실하였다.
철도역에 쓰이는 ‘역(驛)’이란 표현이 역참에서 온 것이다. 역전경주(驛轉競走)라는 표현도 역전 제도에서 온 것이다.

## 같이 보기
- 릴레이
- 참치 (제도)
- 레이오버
- 슈쿠바